# 薩穆爾-雅拉瑪國家公園
41°48′50″N 48°34′50″E / 41.81389°N 48.58056°E
薩穆爾-雅拉瑪國家公園是阿塞拜疆的國家公園，位於該國東北部哈奇馬斯區，成立於2012年11月5日，面積117.7平方公里，有黑鳶、白肩雕、水獺、叢林貓、猞猁、臆羚等野生動物棲息。